# Lysionotus chingii
лат. Lysionotus chingii — вид цветковых растений рода Лизионотус (лат. Lysionotus) семейства Геснериевых (лат. Gesneriaceae).

## Этимогия названия вида
Вид предположительно назван по имени коллектора Р. Чина (R. C. Ching), обнаружившего растение в 1928 году в Китае в провинции Гуанси.

## Ботаническое описание
Стелющиеся травы, лазящие полукустарники или лианы. Стебли толстые иногда одревесневающие, до 9 м длиной, голые. Листья эллиптические, узкоэллиптические или ланцетные, от 4,5 до 13 см длиной, и от 2,2 до 5 см шириной, тонкие, голые, в основании широко-клиновидные или клиновидные, цельнокрайные или зубчатые, на вершине заостренные, с 4—6 боковыми жилками по обе стороны от средней жилки, заметными на абаксиальной стороне, черешок 6—23 мм. Соцветия 1-цветковые; цветоножка 1,4—2,8 см, голые, прицветники округло-яйцевидной формы до яйцевидной. Цветоножка 2—7 мм. Чашечка 1.6—2.2 см, 5-лопастная сверху посередине; трубка 1.2—1.8 см; доли 4—5 × ок. 5 мм, голые. Венчик белый или зеленоватого оттенка, ок. 4 см, снаружи голый, внутри с волосками в зеве; трубка венчика прямая воронковидная; отгиб двугубый, адаксиальная губа около 6 мм; абаксиальная около 7 мм. Тычинки две, длиной около 1,3 см; пыльники сплюснутые; нектарник кольцевой. Пестик ок. 2,5 см, голый. Семенная коробочка 6,5—9 см. Семена 0,3—0,5 мм, с шиловидным выростом. Цветение происходит в июле-сентябре, созревание семян в сентябре.

## Ареал, экология
Китай — Южная и Западная Гуанси, Юньнань; Северный Вьетнам.
Растёт на деревьях и скалах в лесных долинах на высоте 900—1500 метров над уровнем моря.